# Primärgrupp

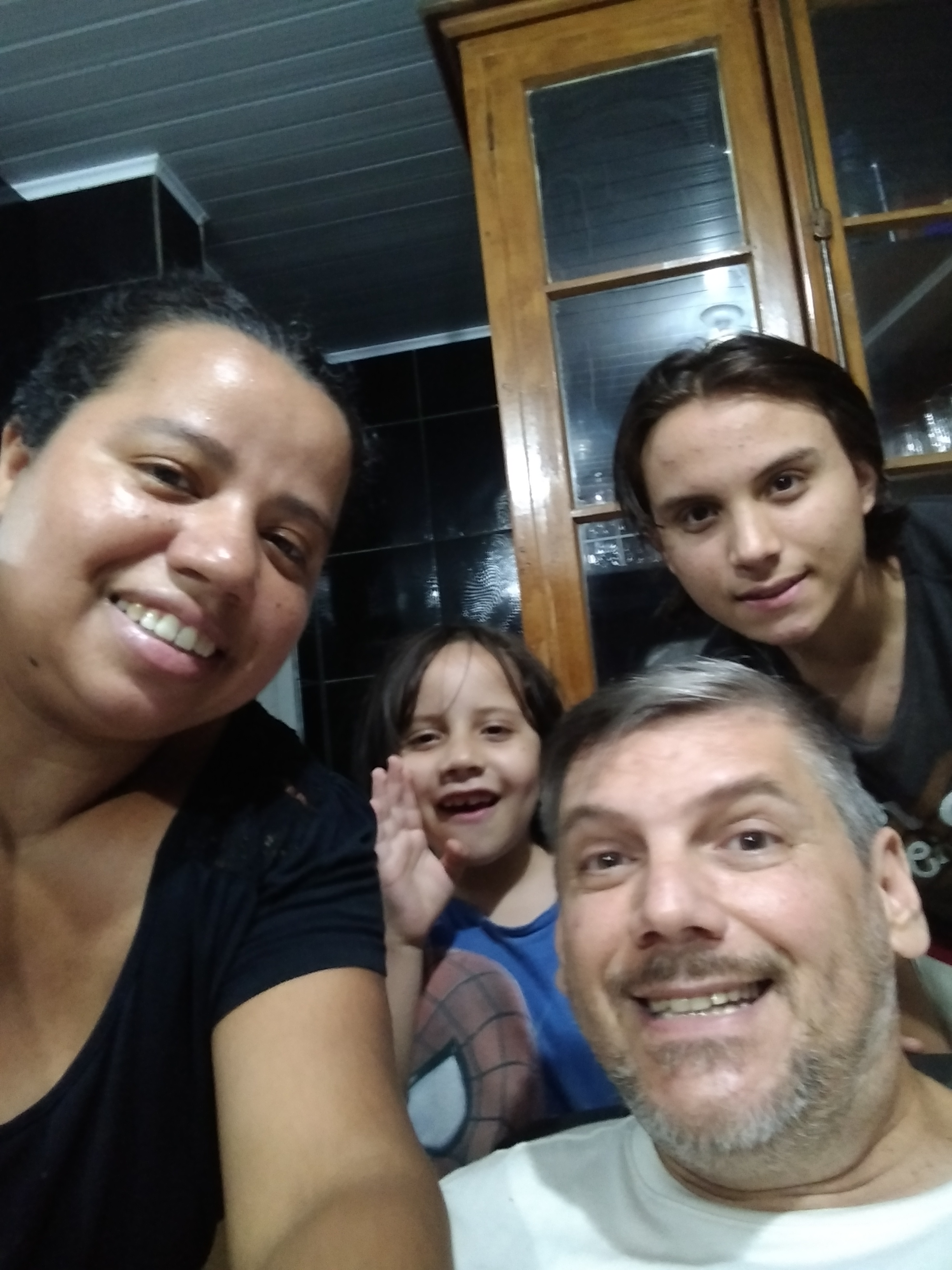
En familj är ett exempel på en persons primärgrupp.

Primärgrupp är en liten social grupp av samverkande individer, med personliga, varaktiga och bestämda inbördes relationer. En primärgrupp består av människor som antingen är släkt (exempelvis tillhör familjen) ingår i en bekantskapskrets (vänner) eller är arbetskollegor.
En primärgrupp kontrasterar mot en sekundärgrupp. Den senare är större, och gruppmedlemmarna behöver inte känna varandra (exempelvis inom en fackförening). Kontakterna mellan medlemmarna i en sekundärgrupp är mer opersonliga och formella.

## Mikrokrets
I samband med smittbegränsning vid pågående epidemier används ibland begreppet mikrokrets. Detta syftar på en mindre och fast krets av personer (en mindre primärgrupp) som man kan umgås med under pågående epidemi, och så länge som det sociala umgänget endast förekommer inom denna mikrokrets begränsas smittspridningen.